# Orléans
 For alternative betydninger, se Orléans (flertydig). (Se også artikler, som begynder med Orléans)
Orléans er en by og kommune i den nordlige del af det centrale Frankrig, omkring 111 kilometer sydvest for Paris. Den er hovedstad for departementet Loiret og regionen Centre og har en befolkning på 113.126 (1999).